# Carbanak
Carbanak je spletna kriminalna združba, ki je uporabljala tehnike iz skupine usmerjenih napadov. Njihove tarče so bile različne banke po vsem svetu.
Pri kriminalnem dejanju so uporabljali tehniki spletnega ribarjenja "phishing" ter stranskih vrat "backdoor":
Tarča je prejela e-pošto, ki je vsebovala CPL priponko. Po odprtju tega programa, so se inštalirala stranska vrata oz. "backdoor" bazirana na Carberpovi kodi. To zlonamerno programsko opremo, danes imenujemo Carbanak. Namenjena je vohunjenju, filtraciji podatkov ter deluje kot daljinec za oddaljeni dostop. Ko storilci na ta način prodrejo v tarčno omrežje, se ročno pomikajo po le-tem, dokler ne najdejo ciljnega računalnika (kaj je ciljni računalnik se od primera, do primera razlikuje, skupno jim je le to, da imajo dostop do denarja). 

## Izplačevanje denarja
Bankomat je nenadoma ob navidezno naključnih dneh in naključnih urah pričel bruhati iz sebe denar, ne da bi kdorkoli bil prisoten, ali bi kdorkoli imel v njem svojo bančno kartico. Varnostne kamere so vedno posnele le navizedno naključne ljudi, ki so bili ob pravem času na pravem mestu ter velike kupe denarja.  Uporabili so tudi tehniko napihovanja. Na primer: imetnik je imel na svojem računu 1.000€. Kriminalci so to številko spremenili na 10.000€, sebi izplačali 9.000€, 1.000€ pa je še vedno ostalo na imetnikovem računu. Tako lastniki računov po svetu niso opazili česarkoli sumljivega in na ta način je združba lahko delovala kar nekaj časa. Goljufi pa so uporabljali tudi spletno bančništvo in mednarodne e-plačilne sisteme. V nekaterih primerih pa je bil denar deponiran na bankah na Kitajskem ali v ZDA. Strokovnjaki pa ne izključujejo možnosti, da so bile prejemnice nakazil tudi nekatere banke v drugih državah.

## Storilci in žrtve
Storilce so poimenovali Carbanak. V resnici gre za člane kriminalne združbe Anunak. Kriminalna združba Anunak si je sposodila nekaj kod kriminalne združbe Carberp. Do sedaj še niso bili aretirani in v javnosti ni podatka, kdo naj bi bili člani te združbe. Žrtve so do 100 različnih podjetij iz okoli 30 različnih držav (Rusije, Združenih držav Amerike, Nemčije, Kitajske, Ukrajine, Kanade, Hong Konga, Tajvana, Romunije, Francije, Španije, Norveške, Indije, Velike Britanije, Poljske, Pakistana, Nepala, Maroka, Islandije, Irske, Češke, Švice, Brazilije,  Bolgarije in Avstralije). Grožnja je bila aktualna od leta 2013 pa do leta 2015, ko so jo člani Kaspersky Laba s pomočjo Interpola in Europola identificirali in preprečili nadaljnji vstop v ranjene sisteme. Ne moremo pa izključiti možnosti ponovnega udara Carbanaka.

## Odkritje in preventivna zaščita
Če želimo tovrstne napade preprečiti, moramo prvo razumeti za kakšno vrsto grožnje gre.

### Spletno ribarjenje oz. "phishing"
Spletno ribarjenje ali Phishing je napad, namenjen pridobivanju nepooblaščenih osebnih podatkov (npr. številke kreditnih kartic, gesla, podatke o računih ali druge osebne podatke tako, da pod pretvezo prepriča žrtev o potrebi po posredovanju teh podatkov). Prevare »phishing« uporabniki običajno prejmejo z neželeno elektronsko pošto ali kot pojavna okna.

### Stranska vrata oz. "backdoor"
Stranska vrata ali backdoor je metoda, ki nepooblaščeni osebi omogoči dostop do računalnika, z uporabniškimi ali pa z administratorskimi pravicami. Najpogosteje se v ta namen na ciljnem računalniku zažene nek za to namenski program, ki pride tja s pomočjo računalniških virusov, črvov ali pa trojanskih konjev. Pogosto napadalci spremenijo običajne uporabniške programe (na primer: P2P program) tako, da vsebujejo stranska vrata. Programerji lahko zanalašč skrijejo odprta vrata v svoje programe, na primer v spletne igrice in programe za prenašanje datotek. 
Ker so delavci Interpola in Europola identificirali grožnjo, a niso vedeli za katero vrsto gre, so na pomoč poklicali podjetje Kaspersky Lab. Te so grožnjo najprej identiicirali, nato pa zagnali določen »script« na vseh računalnikih znotraj banke, da so zlonamerno programsko opremo odstranili, nato pa so se prepričali, ali je grožnja zares izginila.
Pred "phishing" napadi se lahko zaščitimo tako, da ne odpiramo datoteke neznanih prejemnikov, če pa jo dobimo od znanca, pa se najprej prepričamo, kaj nam je poslal. Malware programom pa se lahko izognemo tudi tako, da pred inštalacijo programa, preverimo njegovo HASH-kodo na origninalni strani programa, nato pa še pred inštalacijo, preverimo HASH-kodo našega programa. V primeru, da se ti dve kodi ujemata, je program varen za uporabo. 